# Тајлер Хенри
Тајлер Хенри Колвин америчка је телевизијска личност. 
Видовити је медијум и главни актер емисије Холивудски медијум с Тајлером Хенријем, коју је премијерно приказао E! у јануару 2016. године. Објавио је две књиге.
Критичари тврде да се Хенријева читања изводе помоћу обмањујућих техника хладног и врућег читања, а не „видовњачких” моћи.

## Приватни живот
Хенри је родом из Ханфорда у Калифорнији, малог руралног града у близини Фрезна. Завршио је Средњу школу Сијера Пасифик у Ханхорду. Отворено је геј.

## Критичка анализа
Мишљење научних скептика је да је медијум превара и да Хенри није изузетак. Скептици су изразилу забринутост због пораста популарности Хенрија, а активно су покушавали да се супротставе перцепцији јавности која верује у његове речи. Конкретно, тврдили су да се Хенри ослања на мешавину техника хладног читања и претходног знања о својим клијентима, како би изнео своје тврдње. Конкретни примери где се наводи да је користио ове технике су сеансе са Рондом Раузи, Карол Раџивил, Метом Лауером, као и Ненси Грејс.
Критичари су тврдили да су Хенријеви поступци експлоататорски, а њега сматрају једним од многих медијума којима недостаје обука у саветовању, што доводи до „огромног” ризика за клијента. Хенри наводно поздравља скептицизам према његовом раду, рекавши за: „Задовољан сам тиме што људи постављају питања”.